# San Marco in Lamis
Pour les articles homonymes, voir San Marco.
San Marco in Lamis est une commune d'environ  13240  habitants (2019) de la province de Foggia dans les Pouilles en Italie.

## Géographie
San Marco in Lamis fait partie du parc national du Gargano, ainsi que de la Comunità montana del Gargano.

## Histoire
L'histoire de cette petite ville est liée au sanctuaire de San Matteo, dont l'édifice peut être confondu à première vue à une forteresse antique. Il est en réalité un monastère remontant au Xe ou XIe siècle. Au Moyen Âge, l'imposante structure garantissait aux paysans une protection compte tenu de sa position inexpugnable, au sommet d'une colline.
Le centre historique est de style médiéval, composé de maisons basses attachées les unes aux autres, de voies étroites et de ruelles sans issue.

## Économie
Jusqu'aux années 1960-1970, San Marco in Lamis était avant tout un village agricole. Le tourisme religieux, notamment avec la proximité de San Giovanni Rotondo, a permis de développer une économie florissante basée sur le pèlerinage, principale source de revenus de la ville aujourd'hui.

## Fêtes
La ville est connue pour ces manifestations traditionnelles du vendredi saint qui se traduisent par la préparation des fracchie, énormes cônes de bois réalisés avec de gros troncs assemblés et tenus par des cercles de métal. Installées sur des chars spécifiques, les fracchie sont incendiées et se transforment en d'énormes torches ambulantes que l'on fait défiler le long de la voie principale de la ville.

## Administration
| Période                                  | Période  | Identité              | Étiquette       | Qualité |
| ---------------------------------------- | -------- | --------------------- | --------------- | ------- |
| 30 mai 2006                              | En cours | Michelangelo Lombardi | Centro-Sinistra |         |
| Les données manquantes sont à compléter. |          |                       |                 |         |

### Hameaux
Borgo Celano

### Communes limitrophes
Apricena, Cagnano Varano, Foggia, Manfredonia, Monte Sant'Angelo, Rignano Garganico, San Giovanni Rotondo, San Severo, San Nicandro Garganico

### Évolution démographique
Habitants recensés

### Jumelages
- Accadia (Italie)